# Шелепской
Шелепской, в верховьях Заборовка — река в России, протекает по Сланцевскому району Ленинградской области Сланцевском районе. Берёт начало у дер. Клин, в среднем течении протекает по деревне Заборожка, у дер. Куклина Гора впадает в реку Кушелку. Длина реки составляет 12 км.
У деревни Клин слева впадает ручей Печурской.

## Данные водного реестра
В данных государственного водного реестра России записан рекой без названия, относится к Балтийскому бассейновому округу, водохозяйственный участок реки — Нарва. Относится к речному бассейну реки Нарва (российская часть бассейна).
Код объекта в государственном водном реестре — 01030000412102000027328.